# Jánosz Joánu
Jánosz Joánu, görögül: Γιάννος Ιωάννου (Nicosia, 1966. január 25. –) válogatott ciprusi labdarúgó, csatár, edző. Ciprusi bajnoki gólkirály (1985–86).

## Pályafutása

### Klubcsapatban
1982 és 2000 között az APÓEL labdarúgója volt, ahol négy ciprusi bajnoki címet és hat kupagyőzelmet ért el. Az 1985–86-os idényben a ciprusi bajnokság gólkirálya lett 22 találattal.

### A válogatottban
1991 és 1999 között 43 alkalommal szerepelt a ciprusi válogatottban és hat gólt szerzett.

### Edzőként
2000 és 2005 között illetve 2008–09-ben az APÓEL segédedzője volt. 2013-ban ideiglenes a csapat vezetőedzőjeként tevékenykedett.

## Sikerei, díjai
APÓEL
- Ciprusi bajnokság
  - bajnok (4): 1985–86, 1989–90, 1991–92, 1995–96
  - gólkirály: 1985–86 (22 gól)
- Ciprusi kupa
  - győztes (6): 1984, 1993, 1995, 1996, 1997, 1999
- Ciprusi szuperkupa
  - győztes (6): 1984, 1986, 1992, 1993, 1996, 1997